# Seneca

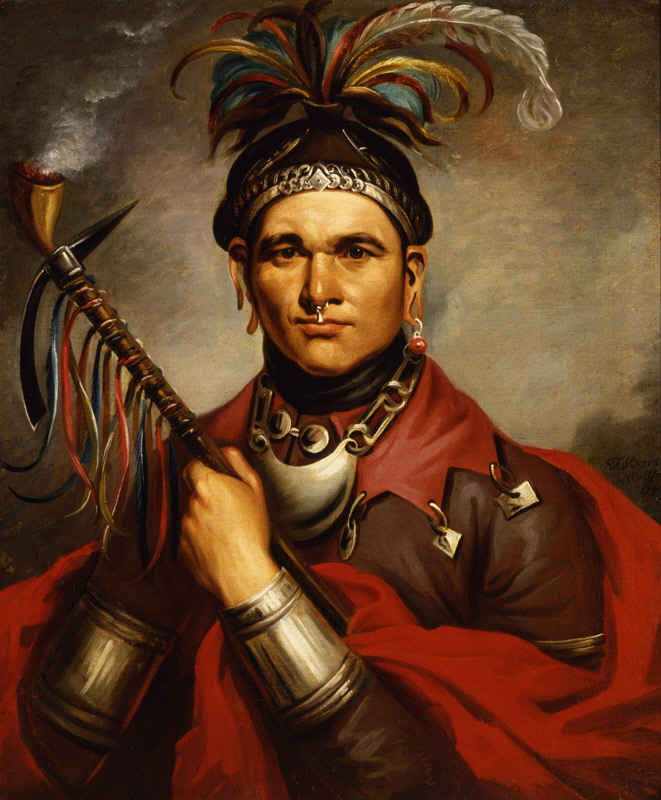
Cornplanter, jefe de los seneca.

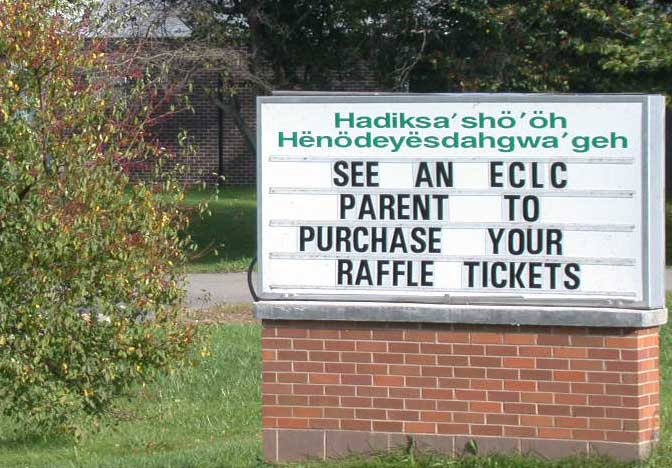
Cartel en seneca en la Reserva Cattaraugus.

Los seneca se autodefinen como una nación de la Confederación Iroquesa. Ellos se llamaban a sí mismos tshohi-nondawaga o oneniuteronron, "gente montañesa". Vivían en las márgenes del lago Seneca y del río Genesee (actual Nueva York), y tenían el fuego del consejo en Nundawao (hoy Naples). Durante el siglo XVII llegaron a ocupar desde el río Niágara hasta el río Allegheny (actual Pensilvania). Hoy ocupan las reservas de Tonawanda, Catarauggus, Alleghany y Oil Springs (Nueva York), y un puñado de ellos viven con los cayuga en Oklahoma y otros en Grand River (Ontario).
El endónimo de este pueblo es Onöndowága, que significa "Lugar de la Gran Colina". Es idéntico al endónimo usado por el pueblo onondaga. En la época de la formación de la Confederación Iroquesa, vivieron en el extremo Oeste de las cinco naciones de la liga. Eran conocidos como los "Guardianes de la Puerta Occidental". Otras naciones fuera de la Confederación los llamaron Seneca por el nombre de su ciudad principal Osininka. Ya que Osininka suena como la palabra anishinaabe Asinikaa(n), que significa "Los que están en el lugar lleno de piedras", esto se prestó a confusión. Las naciones fuera de la Confederación confundieron el nombre de los seneca con el endónimo oneida Onyota'a:ka que significa "Pueblo de la Piedra Parada". En idioma seneca Oas-in-in Ka significa "Lugar de la Piedra".
Podrían haber sido unos 5.000 en 1660 en 30 casas, bajaron hasta 3.250 en 1778 y a 3.255 en 1900. En 1960 eran 3.507 en Nueva York, 877 en Oklahoma y 300 en Ontario. Según Asher había unos 8000, de los cuales 600 hablaban la lengua indígena. Según datos de la BIA en 1995, había 6.679 y 2.961 con los cayuga. Según el censo de 2000, había 13.676 seneca registrados, sin contar los que había con los cayuga.

## Personajes famosos de la nación seneca
- Red Jacket
- Cornplanter
- Handsome Lake
- Ely Parker
- Arthur C. Parker
- Jesse Cornplanter
- Paula Underwood